# TARGET
TARGET (ang. Trans European Automated Real Time Gross Settlement Express Transfer, Transeuropejski zautomatyzowany błyskawiczny system rozrachunku brutto w czasie rzeczywistym) – system rozrachunku brutto w czasie rzeczywistym (RTGS). System TARGET rozpoczął funkcjonowanie w 1999 r. wraz z przystąpieniem 11 krajów Unii Europejskiej do Unii Gospodarczej i Walutowej (UGiW) i przyjęciem przez te państwa wspólnej waluty euro. Wspomniany system służył do przeprowadzania rozrachunku operacji polityki pieniężnej Europejskiego Banku Centralnego, rozrachunku wysokokwotowych przelewów międzybankowych i innych płatności w euro.
TARGET umożliwiał przetwarzanie płatności w czasie rzeczywistym, rozrachunki w pieniądzu banku centralnego i natychmiastowe zamknięcie rozliczeń. Utworzenie systemu TARGET pozwoliło na istotne obniżenie ryzyka systemowego w całej Unii Europejskiej, zaś jego uczestnikom – na zniwelowanie ryzyka kredytowego.
TARGET został stworzony przez wzajemne połączenie ze sobą siecią Interlinking systemów RTGS prowadzonych przez banki centralne z państw członkowskich uczestniczących w UGiW oraz Danii, Szwecji i Wielkiej Brytanii, a także tzw. mechanizm płatności Europejskiego Banku Centralnego – EPM (ECB payment mechanism) . Dla banków centralnych z państw, które przyjęły euro, uczestnictwo w systemie TARGET było obowiązkowe. Uczestnikami wspomnianego systemu mogły być instytucje kredytowe z Europejskiego Obszaru Gospodarczego (EOG) objęte nadzorem. Ponadto za zgodą właściwego banku centralnego uczestnikami systemu TARGET mogły być podmioty świadczące usługi rozliczeniowe lub rozrachunkowe, przedsiębiorstwa inwestycyjne, instytucje sektora publicznego państw członkowskich uprawnione do prowadzenia rachunków dla klientów, ministerstwa skarbu lub odpowiadające im organy centralnych lub regionalnych władz państw członkowskich, działające na rynkach pieniężnych. Dostęp do TARGET mogły mieć również banki centralne z krajów UE, których systemy RTGS nie były przyłączone do systemu TARGET.
W marcu 2005 r. do systemu TARGET przystąpił Narodowy Bank Polski za pośrednictwem Banca d’Italia. System TARGET został w 2007 r. zastąpiony przez system TARGET2.